# Ігровий процес
Ігрови́й проце́с, або геймпле́й, ґеймпле́й, ігрола́д[джерело?] (англ. Gameplay) — термін, яким називають особливості взаємодії людини з відеогрою. Ці особливості створюються за допомогою правил, завдань та способів їх розв'язування, які пропонує гра. Разом із сюжетом і технічною складовою ігрового процесу є одним із трьох основних елементів будь-якої відеогри.

## Складові ігрового процесу
Ігровий процес будь-якої гри складається з трьох основних елементів: «Правила взаємодії», що визначають, що гравець може робити в грі, «Правила цілей», що визначають мету гри, і «Метаправила», що визначають, як гру можна налаштувати або модифікувати.
У відеоіграх геймплей можна розділити на кілька типів. Наприклад, кооперативний геймплей передбачає участь двох або більше гравців, які грають у команді. Іншим прикладом є твіч-геймплей, який базується на перевірці часу реакції та точності гравця, можливо, в ритмічних іграх або шутерах від першої особи. Нижче перераховані різні типи геймплея.
- Правила взаємодії визначають, як гравець взаємодіє зі світом гри, тобто що він може в цьому світі робити, які для цього має засоби тощо. Керування ігровим персонажем чи світом гри також входить до цього складника.
- Правила мети визначають, що саме гравець має зробити, щоби перемогти в грі: пройти сюжетну історію до кінця, розв'язати головоломку, стати найсильнішим чи єдиним уцілілим, захопити всю мапу під свій контроль (у стратегіях) тощо. Є ігри, в яких мета ігрового процесу полягає в тому, щоби протриматися в грі якомога довше. Це так званий «нескінченний режим», у якому показником успішності гравця зазвичай є остаточна кількість зароблених балів, які потім можна порівняти з іншими гравцями.
- Метаправила визначають, яким чином гру можна підлаштовувати під себе чи змінювати певні встановлені правила мети.

## Різновиди ігрового процесу
Існує кілька поділів ігор за ігровим процесом.
За кількістю гравців:
- Одноосібна гра (англ. Singleplayer, однокористувацька гра) — гравець грає самостійно проти комп'ютерної гри за заданими правилами та/або сюжетом.
- Спільна гра (англ. Cooperative, кооперативна гра) — двоє і більше гравців грають або з одного пристрою, або через комп'ютерну мережу, щоби досягти спільної мети.
- Багатоосібна гра (англ. Multiplayer, багатокористувацька гра) — переважно мережева гра, в ігровому світі якої одночасно можуть перебувати десятки й сотні тисяч гравців. Зазвичай такі ігри надають велику свободу гравцям у досягненні мети чи просто проведення часу в грі.
  - Асиметрична гра (англ. Asymmetric gameplay) — різновид багатоосібної гри, коли гравці умовно діляться на команди (або діють окремо) й мають різну мету. До прикладу, у грі Dead by Daylight на обмеженому за розмірами рівні група гравців ховається від іншого гравця й має докласти зусиль, щоби вижити та втекти. Гравець-мисливець повинен знайти гравців та знешкодити їх.

За лінійністю:
- Лінійний сюжет (англ. Linear gameplay) — усі цілі й шляхи їхнього досягнення наперед визначені розробником. Гравець має пройти цей шлях і виконати необхідні дії, щоби завершити історію.
- Нелінійний сюжет (англ. Nonlinear gameplay) — гравець має різні шляхи досягнення мети гри. Під час проходження гри цілі можуть змінюватися чи додатково створюватися, залежно від дій гравця.

За способом передавання зображення:
- Гра від першої особи (англ. First-person view) — камера показує зображена з точки зору персонажа гравця.
- Гра від третьої особи (англ. Third-person view) — камера розташована не в очах персонажа, а над ним чи за спиною.
- Ізометрична проєкція (англ. Isometric projection) — камера показує ігрове поле «з неба». Найчастіше використовується у стратегіях, військових іграх, класичних рольових іграх.

## Похідні назви
Назва студії "Ігролад" походить від «геймплей». 